# Banlung
Banlung (tiếng Khmer: បានលុង) là tỉnh lỵ của tỉnh Ratanakiri, Campuchia. Thành phố này được nâng cấp từ huyện Banlung vào năm 2008. Thành phố này bao gồm 4 sangkat và 19 làng. Đây là trung tâm thương mại của các làng xung quanh đến mua bán hàng hóa.

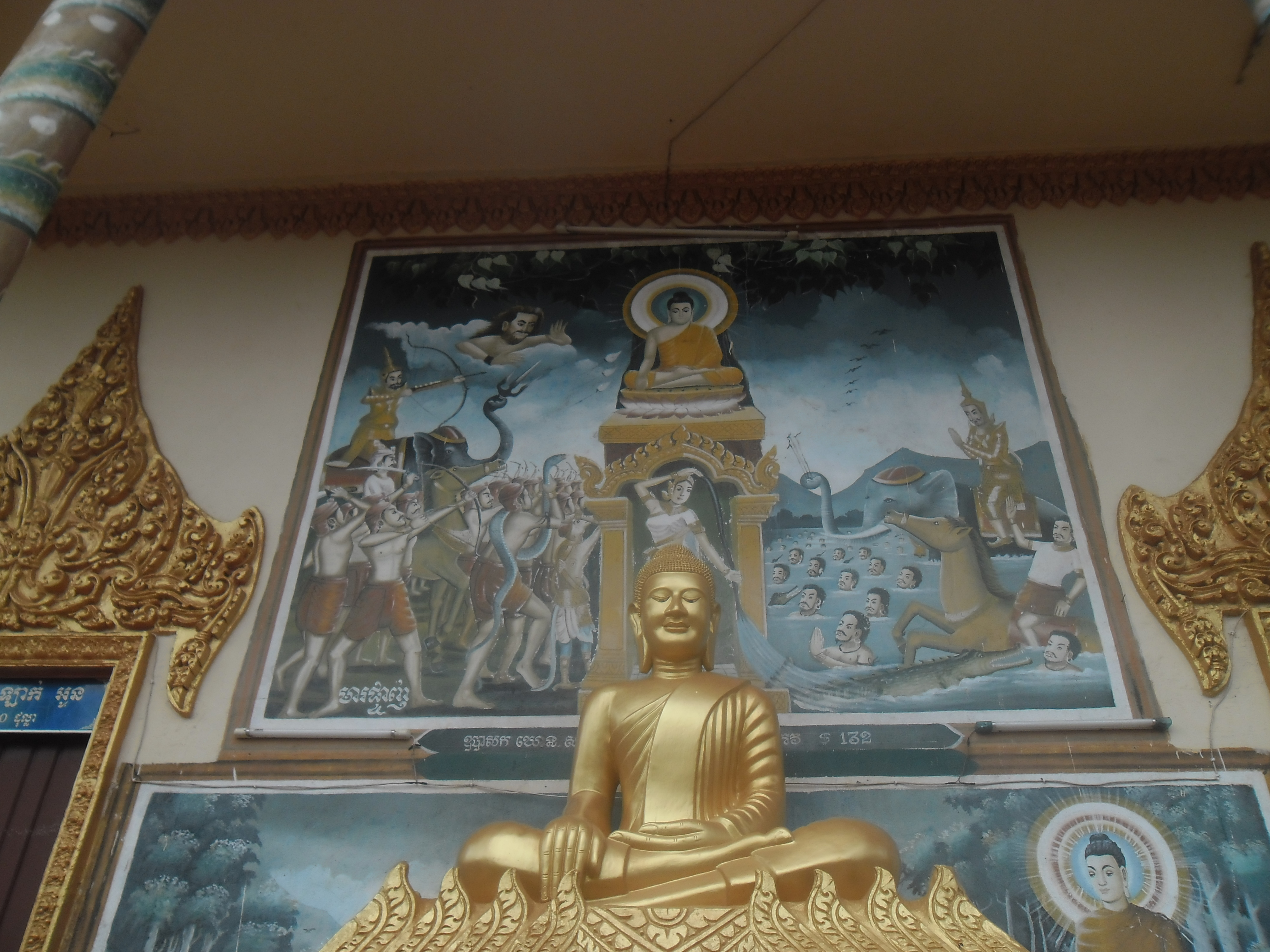
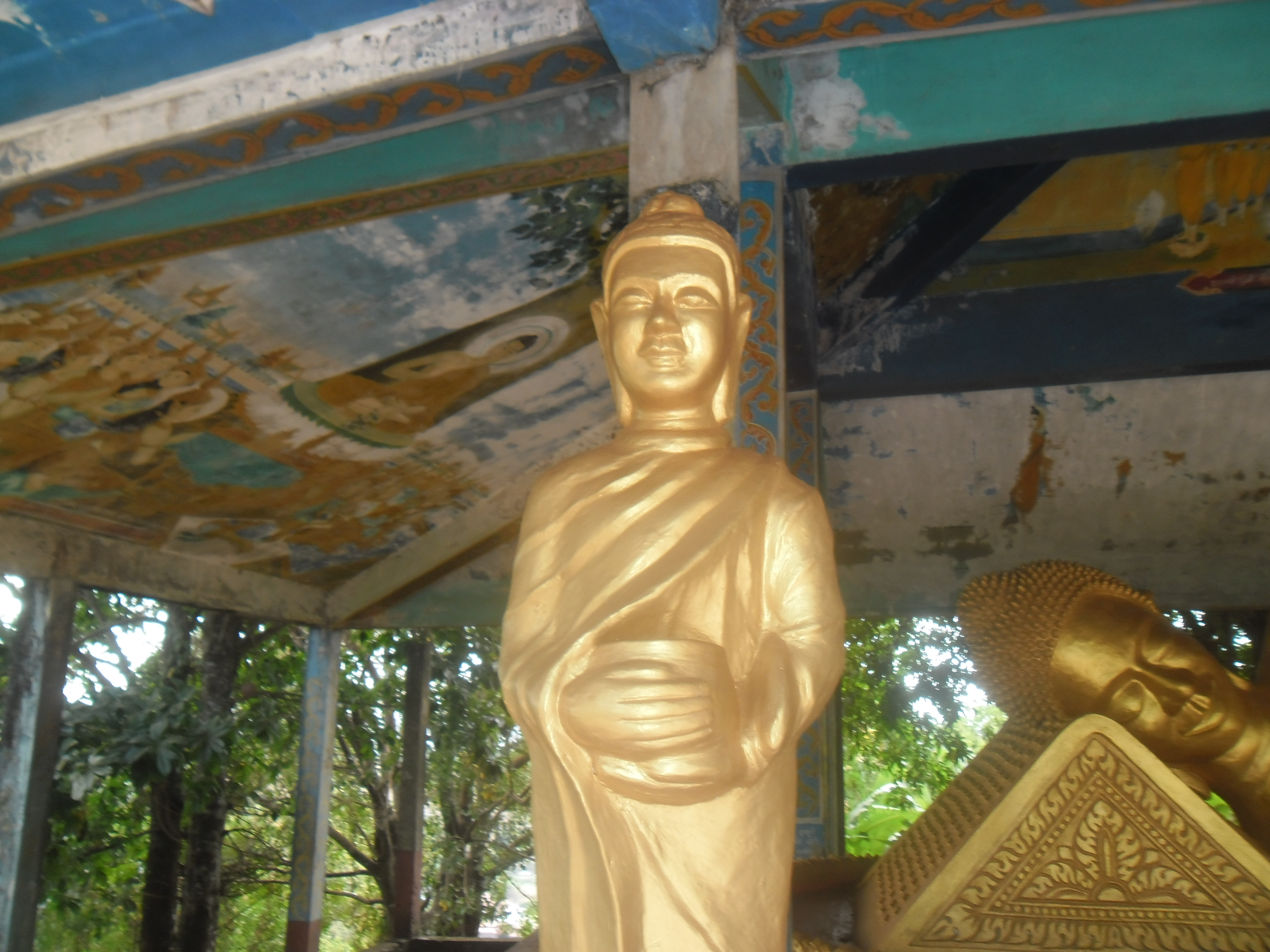
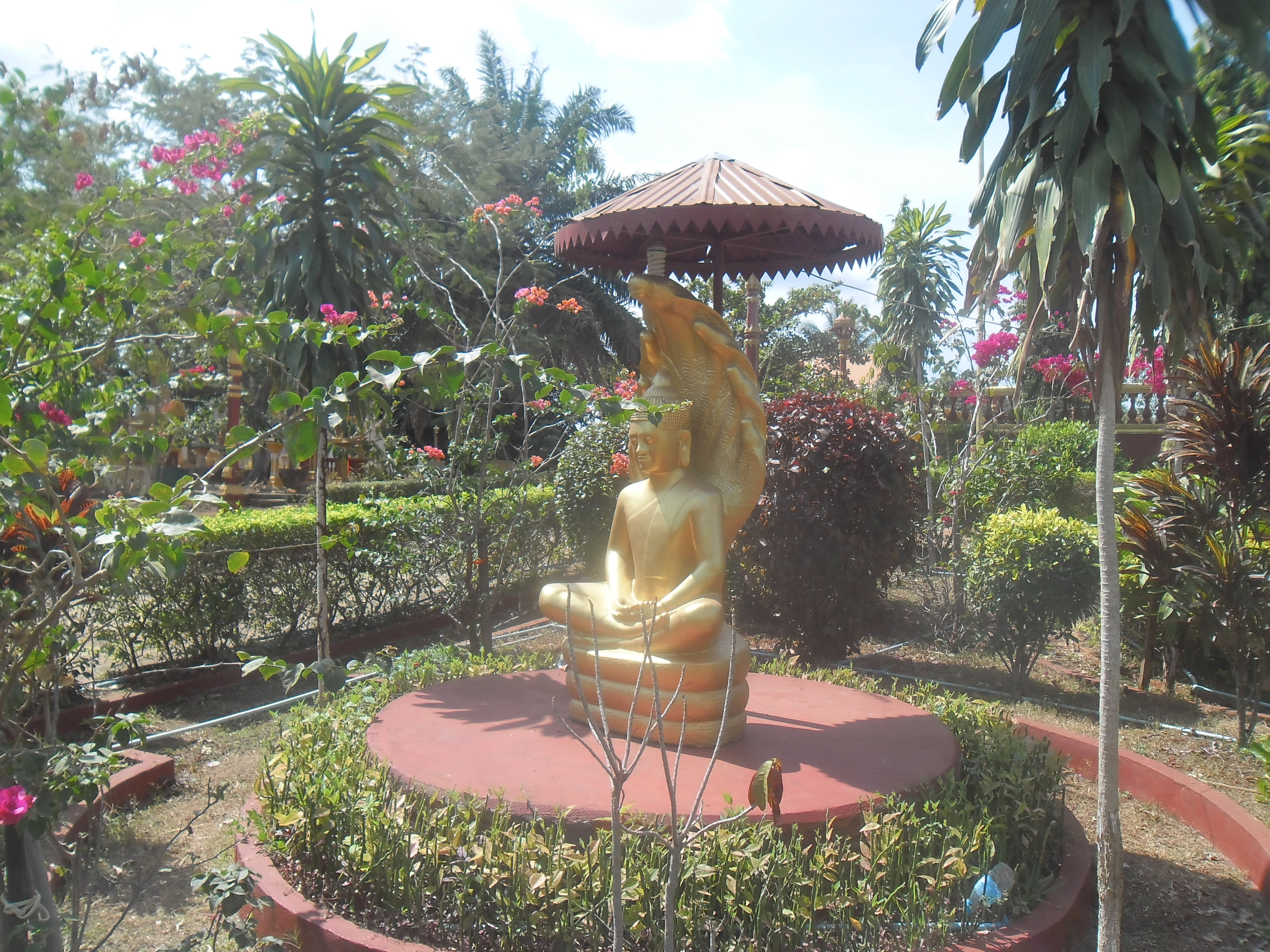
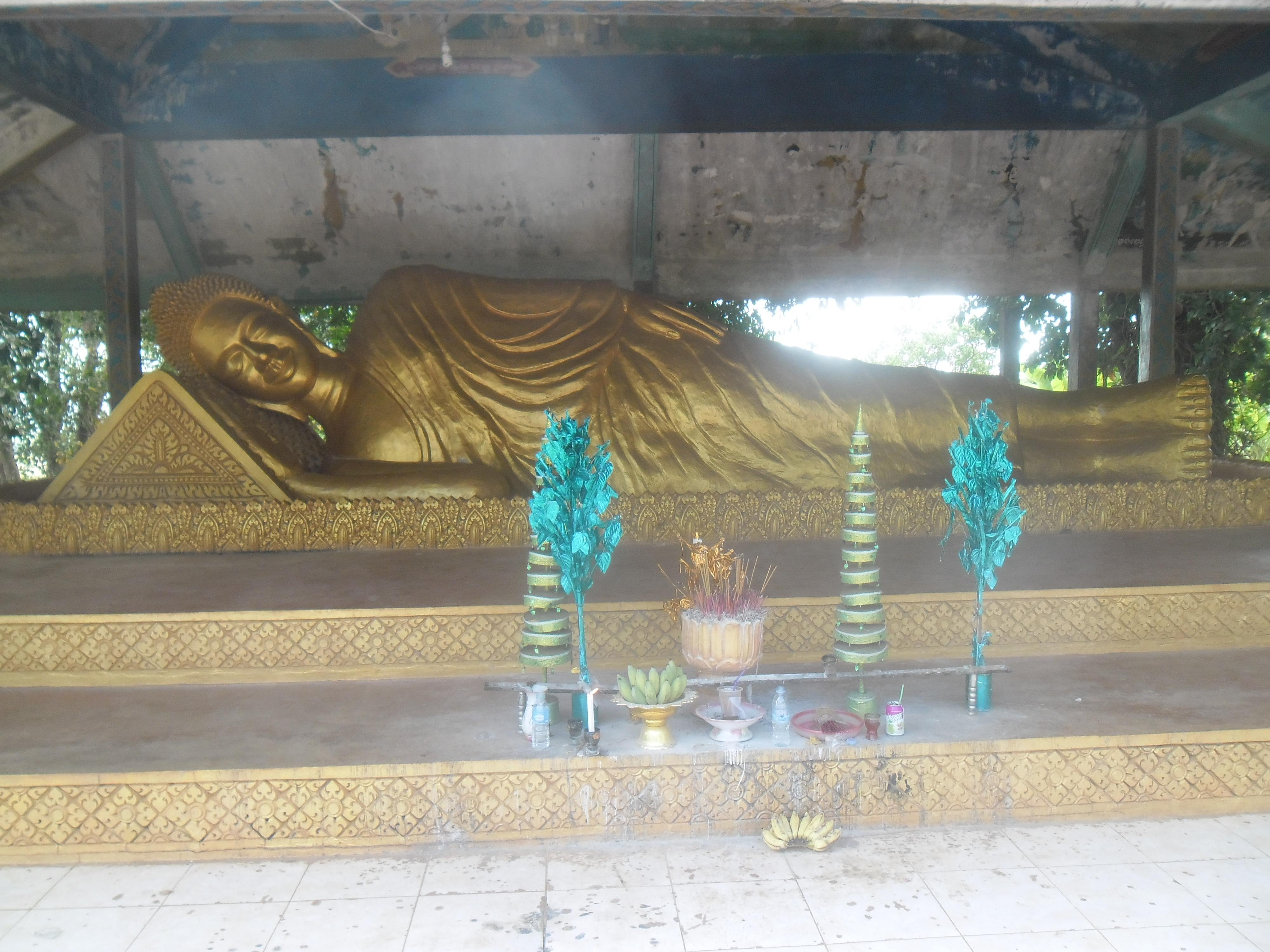
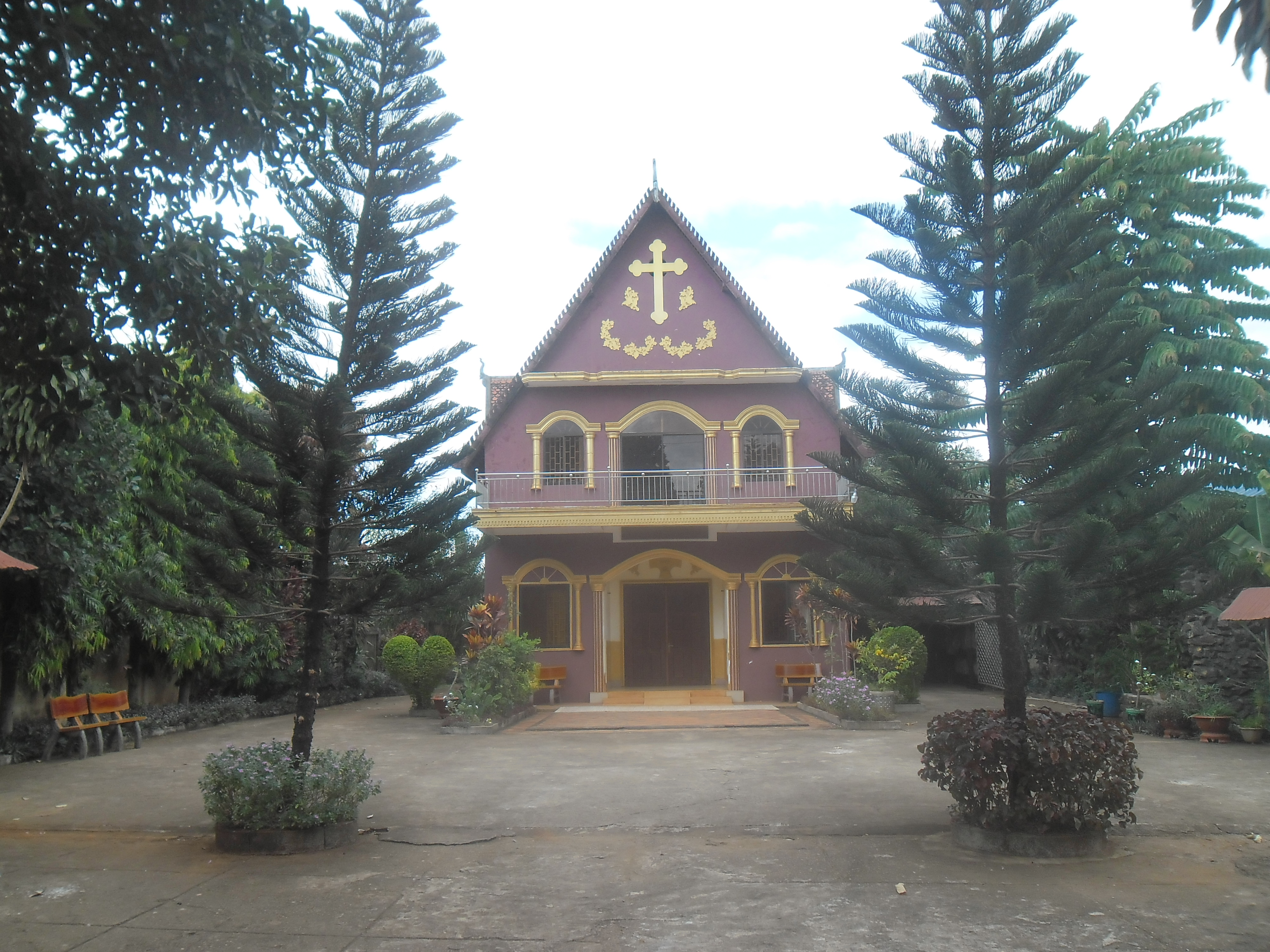
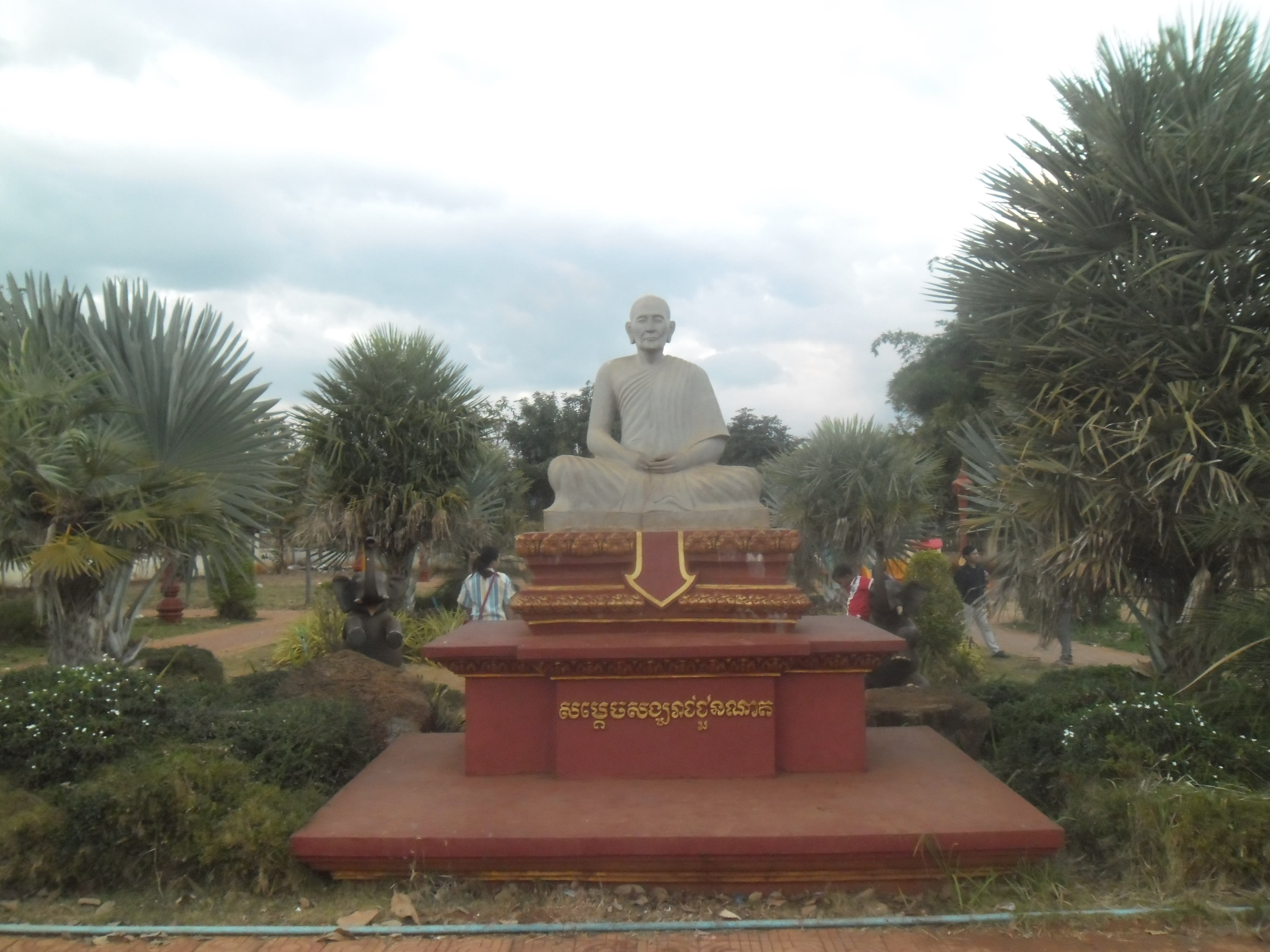
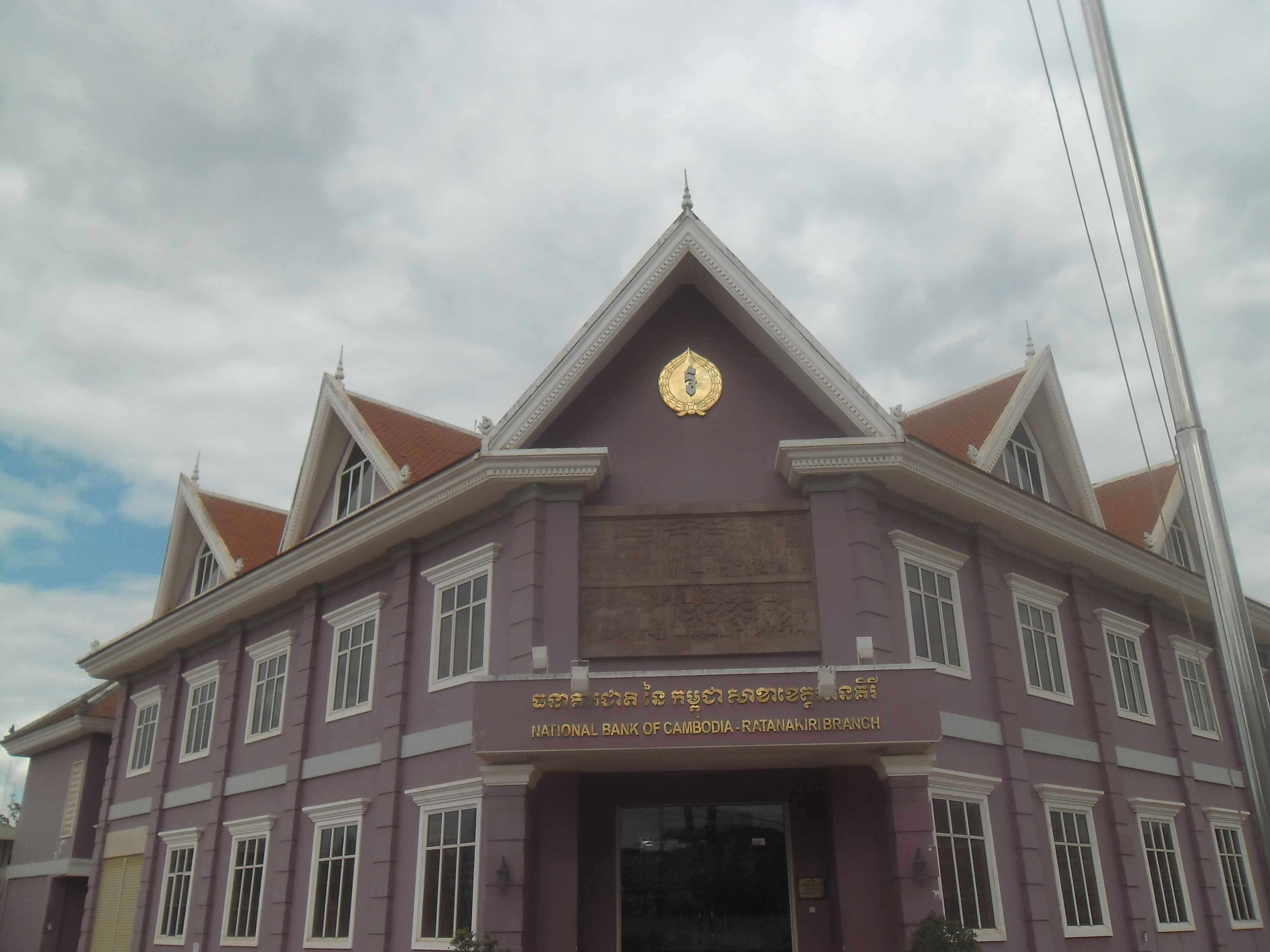
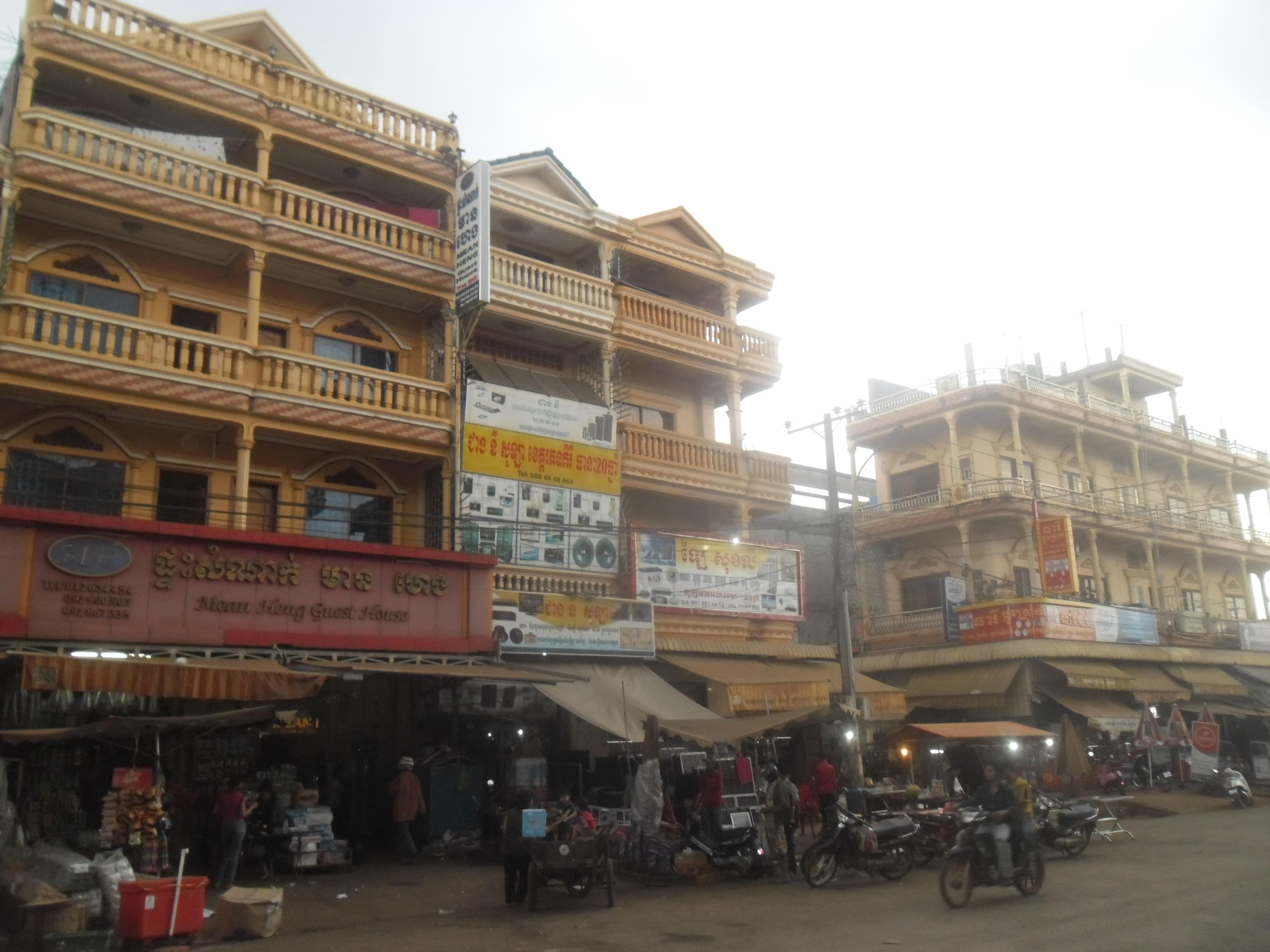
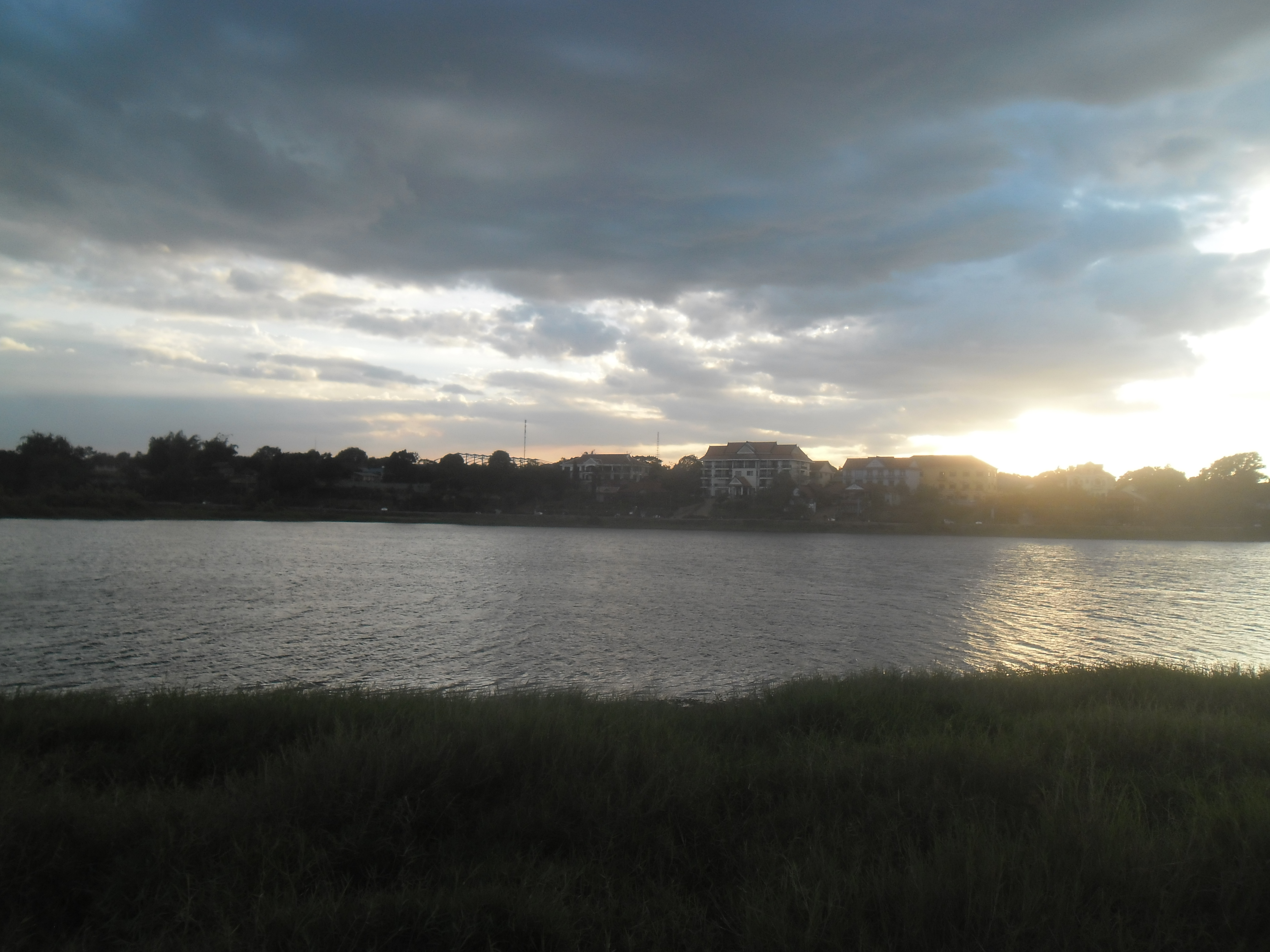
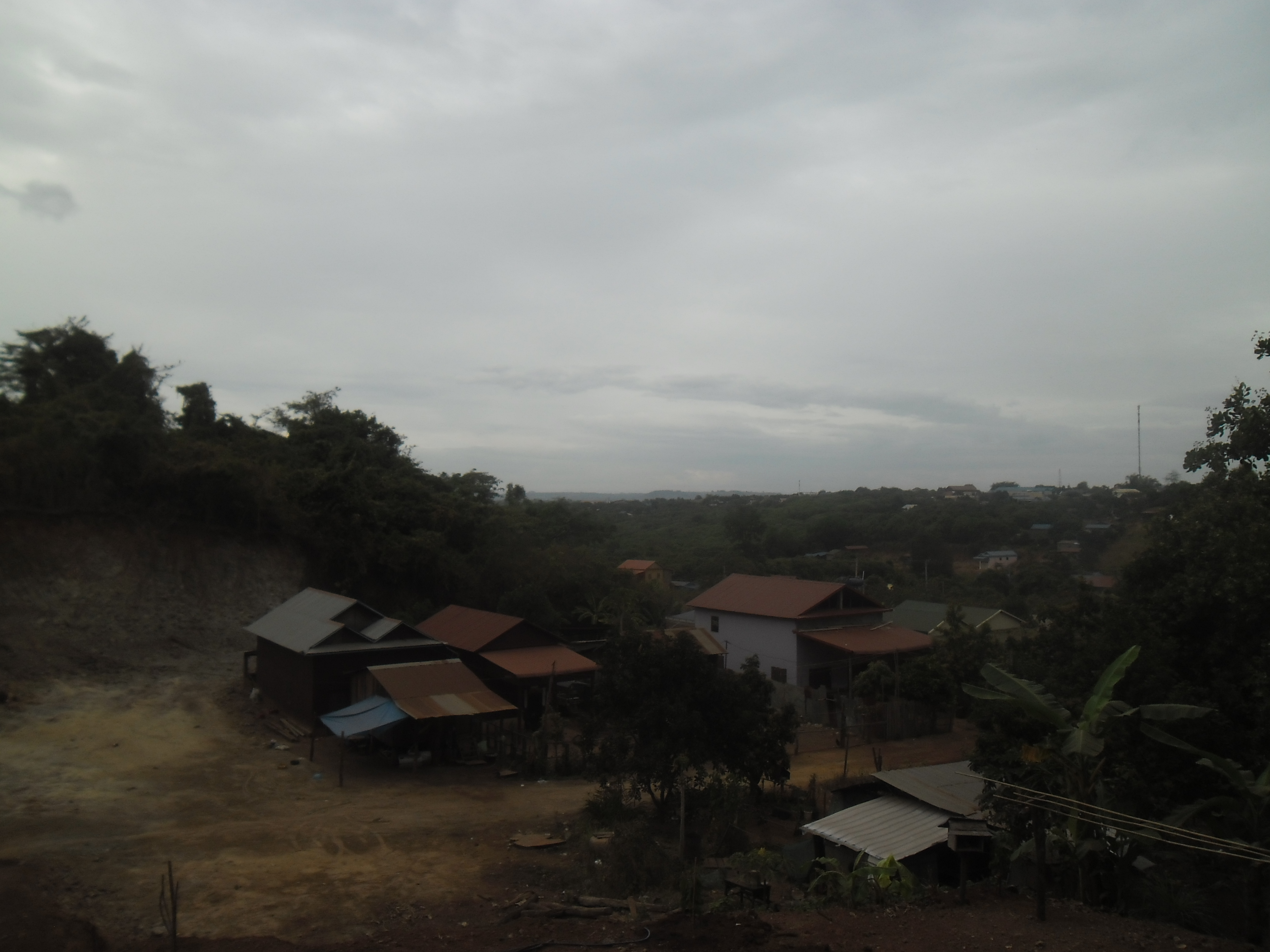